# AIML
AIML, (Artificial Intelligence Markup Language), é uma linguagem baseada em XML desenvolvida para criar diálogos semelhante a linguagem natural por meio de softwares, simulando assim inteligência humana.

## Antecedentes
O AIML foi desenvolvido por Richard S. Wallace no mundial de uma comunidade de software livre entre os anos de 1995 e 2002. Ela serviu de base para " A.L.I.C.E. " ("Artificial Linguistic Internet Computer Entity") que antes era chamado de Eliza, que ganhou o concurso para o Prémio anual Loebner Prize Contest for Most Human Computer três vezes, e foi também o campeão Chatterbox  em 2004.
Como o conjunto A.L.I.C.E. AIML  foi liberado sob a licença GNU GPL, e porque a maioria dos intérpretes AIML são oferecidos sob uma licença livre ou de fonte aberta, muitos "clones Alicebot " tem sido criados baseados na implementação do programa original e na sua base de conhecimento. Conjuntos AIML em várias línguas foram desenvolvidos e disponibilizados pela comunidade de utilizadores. Existem intérpretes AIML  disponíveis em Java, Ruby, Python, C++, C #, Pascal, e outras linguagens (veja abaixo). A especificação formal e uma W3C XML Schema para AIML estão disponíveis.